# Березівка (Прилуцький район)
Березі́вка — село в Чернігівській області України. За адміністративним поділом до липня 2020 року село входило в склад Талалаївського району, а після укрупнення районів входить до Прилуцького району. Розташоване на березі річки Березовиці, за 22 км від залізничної станції Талалаївки. Населення — 615 осіб, площа — 3,725 км². Назва села походить від назви річки Березовиці.

## Історія
Вперше згадується під 1666 роком. Тоді у селі було 54 двори селян, з них 16 господарів «орали на 4-х волах» та 38 господарів — «на 2-х волах»; козаки не показані. До XVIII століття Березівка була вільним військовим селом і входила до Срібнянської сотні Прилуцького полку. 1716 року гетьман Іван Скоропадський віддав половину, а 1725 року — усе село прилуцькому протопопу Михайлу Трифанівському. 1737 року в селі налічувалось 155 господарств селян, 1 господарство підсусідків, 113 господарств козаків (38 виборних, 75 підпомічників), 3 господарства козачих підсусідків. Власниками селян були сини Михайла Трифанівського (Яків, Василь і Петро). 1780 року — 60 дворів (100 хат) селян, 19 дворів (31 хата) підсусідків, 110 дворів (232 хати) козаків. У 1797 році налічувалось 1184 душ чоловічої статі податкового населення; діяли дві дерев'яні церкви: Михайлівська, споруджена 1754 року (перша збудована до 1666 року), і Миколаївська, споруджена 1768 року. У 1782—1796 роках село входило до Глинського повіту, а у 1797—1923 роках Прилуцького повіту.
Село є на мапі 1800 року.
На початку XIX століття поміщиком села був колезький асесор Павло Милорадович. З 1840-х років у селі діяло Волосне правління відомства Палати державного майна, якому підпорядковані козаки і державні селяни. За даними на 1859 рік у казеному селі, центрі Березівської волості Прилуцького повіту Полтавської губернії, мешкало 3 063 осіб (1 484 чоловічої статі та 1 589 — жіночої), налічувалось 372 дворових господарств, існували 2 православні церкви, три сільські школи, парафіяльне училище, сільська управа та 3 заводи.
Згідно з реформою 1861 року у селі були утворені Волосне правління тимчасовозобов'язаних селян та нове Волосне правління відомства Палати державного майна. Першому підпорядковувано 4 сільських громади (808 ревізійних душ), другому — 2209 душ чоловічої статі. Після реорганізації волостей село 1867 року стало центром нової волості 2-го стану.
1886 року у селі 149 дворів селян-власників, які входили до 3-х громад (Трифанівського, Ріттера та Жуковського), 259 дворів козаків, 7 дворів міщан та інші, 454 хати, 2335 жителів; діяли 2 поновлені (відповідно, у 1832 і 1834) дерев'яні церкви, 1-ше земське початкове однокласне училище (засноване 1839 року, у віданні земства з 1872 року), 2 шинки, З крамниці, 38 вітряків, олійня, тепловий млин, базар кожної середи.

### XX століття
На 1903 року в селі налічувалось 2 500 мешканців, дві церкви, кілька лавок, близько 40 вітряних млинів, олійня, відбувались щотижневі базари. В період революції 1905—1907 років селяни чинили беззаконня: пасли худобу на панських луках, рубали поміщицький ліс, відмовлялися сплачувати викупні платежі і виконувати повинності.
1910 року у селі 466 господарств, з них козаків — 263, селян — 167, євреїв — 8, інших непривілейованих — 11, привілейованих — 17, налічувалось 2882 жителів, у тому числі 17 теслярів, 24 кравці, 24 шевці, 4 столяри, 3 ковалі, 199 ткачів, 2 візники, 146 поденників, 56 займалися інтелігентними та 222 — іншими неземлеробськими заняттями, все інше доросле населення займалося землеробством. 2882 десятин придатної землі. Діяли: 2 церкви, 1-ше і 2-ге (з 1912 року) земські початкові однокласні училища, в яких навчалося 174 хлопчиків і 51 дівчаток; при Михайлівській церкві діяли жіноча церковнопарафіяльна школа і школа грамоти. Землевласниками у селі були поміщики М. Г. Парфенов-Макаренко та інші.
З 1917 року — у складі Української народної республіки.

#### У складі СРСР
Село вперше захоплено російськими більшовиками в січні 1918 року, партійну організацію створено в 1919 році, комсомольську — в 1924 році. В 1924 році створено комуну. Під час утворення округів у 1923 році село стало центром Березівського району Роменської округи в складі волостей: Березівської, Блотницької, Сельчанської (Сильченківської).
Під час організованого СРСР Голодомору 1932—1933 років померло щонайменше 304 жителі села.
На фронтах німецько-радянської війни воювали 350 жителів села, з них 300 нагороджені орденами й медалями СРСР. 186 загинули. На їх честь у 1974 році в селі споруджено пам'ятник.
Село почало відроджуватись лише у 1960-х роках. В 1964 році у селі споруджено пам'ятник В. І. Леніну. Станом на початок 1970-х років в селі було 424 двори, мешкало 1 270 осіб. Розміщувалась садиба колгоспу «40-річчя Радянської України», за яким було закріплено 3 350 га сільськогосподарських угідь, у тому числі 2 817 га орної землі. Вирощували цукровий буряк, зернові культури; було розвинуте м'ясо-молочне тваринництво. Допоміжними галузями були овочівництво, садівництво й бджільництво. Діяв механічний млин. У селі працювала Березівська середня школа, в якій навчалося 229 учнів і працювало 18 учителів, будинок культури на 300 місць, бібліотека (11 тисяч примірників), лікарня на 25 ліжок, відділення зв'язку, аптека, ясла-садок, краєзнавчий музей.
В 1988 році в селі мешкало вже 807 жителів.

#### В складі України
З 1991 року село у складі України. У 1996 році в селі було 298 дворів, 703 жителя.
До 2020 року було центром сільської ради.

## Відомі люди
В селі народилися:
- Коляда Микола Терентійович (1907—1935) — український радянський композитор. Йому у 1976 році на фасаді колишньої сільської школи (пізніше клуб) встановлена мармурова меморіальна дошка.
- Кузьменко Микола Іванович (1914—1970) — радянський військовий льотчик, Герой Радянського Союзу.
- Співак Г. Й. — народна артистка РРФСР.
- Ярохтей (бл. 1840 — бл. 1890) — кобзар, учень Остапа Вересая.

У селі проживав бандурист Федір Співак. Про це так написано у статті про його колегу Ігоря Рачка:

| 1964 року, придбавши стареньку бандуру, за 20 кілометрів ходив пішки в науку до колишнього учасника київської капели бандуристів Федора Співака, який проживав у селі Березівці |.